# 睦月ムンク
睦月 ムンク（むつき ムンク、1984年1月5日 - ）は、日本の女性イラストレーター。京都市在住。若年層向けの書籍の挿絵を主に執筆し、他にコミック、コラム、ゲームキャラクターデザインも行っている。作風から女性層を意識した文庫レーベルの挿絵を多く手掛けている。また、日本の古代～中世の風土・歴史に関する題材を得意としている。

## 経歴
- 2003年、「ファイアーエムブレムTCG ユグドラルアンソロジー」（NTT出版）で商業デビュー[1]。
- 2014年 - 2019年、嵯峨美術大学短期大学部コミックアート領域 客員准教授に就任[1]。
- 2020年、京都精華大学マンガ学部マンガ学科キャラクターデザインコース 特任講師に就任[1]。
- 2021年、同コース専任講師に就任[1]。

## 主な作品

### 挿絵・装画
- 「平井骸惚此中ニ有リ」シリーズ 全5冊（田代裕彦／富士見ミステリー文庫）
- お宝探偵団とわがままミカド（楠木誠一郎／エンタティーン倶楽部）
  - お宝探偵団とあぶない魔王（楠木誠一郎／エンタティーン倶楽部）
- 「魔女と犬」シリーズ 全2冊（西魚リツコ／トクマ・ノベルズ）
- 里見八犬伝 上巻･下巻（しかたしん、原作：滝沢馬琴／ポプラポケット文庫）
- 「かむなぎ」シリーズ 全5冊（沖垣淳／GA文庫）
- 「封縛師」シリーズ 全5冊（流星香／B's-LOG文庫）
- 黄金の剣は夢を見る（西谷史／ルルル文庫）
  - 聖杯は迷宮に誘う（西谷史／ルルル文庫）
  - 銀のコインは愛を伝える（西谷史／ルルル文庫）
- 「ニック・シャドウの真夜中の図書館」シリーズ 全15冊（ニック・シャドウ、訳：堂田和美ほか／ゴマブックス(単行本)）
- ライトノベルを書きたい人の本（榎本秋／成美堂出版）
- イングールの天馬　黒の王子と月の姫君　上巻・下巻（篠原まり／カラフル文庫）
- 鳥は星形の庭におりる （西東行／講談社X文庫ホワイトハート）
- 戦国男子! vol.1（企画・構成：榎本秋／主婦と生活 生活シリーズ）
- おくにぬ！ 憂鬱の神々と救世の徒（辺見えむ／B's‐LOG文庫）
- 皇帝秘文（藤水名子／幻狼ファンタジアノベルス）
- 神々の夢は迷宮（西東行／講談社X文庫ホワイトハート）
  - 大祭の夜に 神々の迷宮（西東行／講談社X文庫ホワイトハート））
- 幕末男子!（企画・構成：榎本秋／主婦と生活 生活シリーズ）
- ブルークリスタル 公爵ドラキュラ 上巻・下巻（江森備／fukkan.com)
- いつか、勇者だった少年（秋口ぎぐる／朝日ノベルズ）
- 黒猫曰く、メイドは微笑む（三輪山和／幻狼ファンタジアノベルス）
- ガールズ・アンダーグラウンド（秋口ぎぐる／朝日ノベルズ）
- 真夜中の配達人（ダーク・ケイ／ゴマブックス(単行本)）
- 影詠みの天花 胡蝶の舞と月の記憶（栗原ちひろ／一迅社文庫アイリス）
- 「祝もものき事務所」シリーズ （茅田砂胡／C★NOVELSファンタジア）
- 期間限定!秘密の見習い魔女（クニスター（ドイツ語版）、訳：たかしなえみり／金の星社(単行本)・フォア文庫）
  - 秘密の魔女 魔法のタイムトラベル（クニスター、たかしなえみり／金の星社(単行本)・フォア文庫）
- 電子書籍で人気小説を書こう!!（榎本秋／秀和システム）
- 「美女」と「悪女」大全―歴史を変えた!（監修：榎本秋／新人物往来社）
- 源氏物語 (新装版)（紫式部、訳：高木卓／青い鳥文庫）
- 「妓楼には鍵の姫が住まう」シリーズ 全2冊（水瀬桂子／f-Clan文庫)
- 教えてあげる織田信長（榎本秋／角川ソフィア文庫）
- 教えてあげる諸葛孔明（安藤昌季＆チームジェズー／角川ソフィア文庫)
- 教えてあげる平清盛（南城司＆冒険企画局／角川ソフィア文庫）
- 「西原無量のレリック・ファイル」シリーズ 全3冊（桑原水菜／角川書店(単行本)）
  - 「遺跡発掘師は笑わない」既刊13冊 シリーズ （桑原水菜／角川文庫）
- 花咲く森の妖魔の姫（縞田理理／ウィングス文庫）
- 「シャロン」シリーズ （田名部宗司／メディアワークス文庫）
- 戊辰繚乱（天野純希／新潮社(単行本)）
- 「盗賊ロイス＆ハドリアン」シリーズ 既刊2冊（マイケル・Ｊ・サリヴァン（ドイツ語版）、訳：矢口悟／ハヤカワ文庫FT）
- 海鳥の眠るホテル（乾緑郎／宝島社文庫『このミス』大賞シリーズ）
- 待ってる 橘屋草子（あさのあつこ／講談社文庫）
- 「天命探偵 Next Gear」シリーズ 全3冊（神永学／新潮社(単行本)・新潮文庫）※文庫版は新規絵
- エピソードでおぼえる！ 百人一首おけいこ帖（天野慶／朝日学生新聞社）※「うたうことのは百人一首」の書籍化
- 八万遠（田牧大和／新潮社(単行本)・新潮文庫nex）※文庫版は新規絵
- 薔薇十字叢書 神社姫の森（春日みかげ、原作：京極夏彦／富士見L文庫）
- 函館天球珈琲館 無愛想な店主は店をあけない（相羽鈴／集英社オレンジ文庫）
- ホタル探偵の京都はみだし事件簿（山木美里／実業之日本社文庫）
- 真田十勇士（時海結以／青い鳥文庫）
- 二階堂弁護士は今日も仕事がない（原作：佐藤大和、監修：レイ法律事務所／マイナビ出版ファン文庫）
- 不良品探偵（滝田務雄／創元推理文庫）※同名連載の書籍化
- 雨月物語 悲しくて、おそろしいお話（時海結以、原作：上田秋成／青い鳥文庫）
- 「紫鳳伝」シリーズ 全2冊（藤野恵美／徳間文庫）
- あやしバイオリン工房へようこそ（奥乃桜子／集英社オレンジ文庫）
- 沙汰も嵐も　再会、のち地獄（吉田周／講談社X文庫ホワイトハート）
- 「遊牧少女を花嫁に」シリーズ 全2冊（江本マシメサ／PASH!ブックス）
- あやかし処の晩ノ飯 最後の晩餐、おもてなし（三崎いちの／宝島社文庫）
- 陰陽師と無慈悲なあやかし（中村ふみ／小学館文庫キャラブン!）
  - 陰陽師と綺羅のあやかし（中村ふみ／小学館文庫キャラブン!）
- きみが逝くのをここで待ってる 〜札駅西口、カラオケあまや〜（乃村波緒／集英社オレンジ文庫）
- 枕草子 いとめでたし!（天野慶、監修：赤間恵都子／朝日小学生新聞の学習読みもの) ※同名連載の書籍化
- 〈宵闇〉は誘う 藤神蒼天と地下の女王（神野オキナ／LINE文庫）
- 霹靂と綺羅星　新人弁護士は二度乱される（藤崎都／講談社X文庫ホワイトハート）
- 月の汀に啼く鵺は　巷説山埜風土夜話の相続人（長谷川夕／集英社オレンジ文庫）
- 龍の後宮（宮池貴巳／小学館文庫キャラブン!）
- 囚われの鱗姫は救国の王子と秘めやかな恋に落ちる（しろ卯／PASH!ブックス）

等を手掛けている
連載作品
- DUNGEONS & DRAGONS Online 強き戦友との旅立ちに（市川丈夫、グループSNE／『DUNGEONS & DRAGONS ONLINE 日本版公式サイト』2006年9月29日 - 2007年3月16日（全24回））
- お宝探偵ウェブ 対決！歴史人物バトル（楠木誠一郎／『学研キッズネット』2005年12月2月 - 2008年1月18日（全24回））
- 歴史に花咲く女たち（堀江宏樹／『朝日中学生ウィークリー』2010年4月4日 - 2011年3月27日（全24回））
- PLAY DOLL, PLAY MASTER? ～プレイドール、プレイマスター～（加藤千穂美 ／『ぽけっとB's-LOG』2010年8月 - 2011年4月（全9回））
- 人面屋敷の惨劇（石持浅海／『メフィスト』2010 VOL.2、2010 VOL.3、2011 VOL.1（全3回））
- 不良品探偵（滝田務雄／『ミステリーズ！』vol.49、vol75、vol78、vol.80（全4回））
- うたうことのは百人一首（天野慶／『朝日小学生新聞』2012年1月 - 2013年3月（全50回））
- まだれいなの十字架 西原無量のレリック・ファイル（桑原水菜／『小説屋sari-sari』2013年3月号 - 8月号(全6回)）
- 新嵯峨野物語　悲劇の皇太子たち（藤川桂介／『月刊嵯峨』2015年4月号 - 2017年12月号（全33回））
- 枕草子 いとめでたし!（天野慶、監修：赤間恵都子／『朝日小学生新聞』2018年4月 - 2019年3月（第52回））
- 伊勢佐木町探偵ブルース（東川篤哉／『小説NON』2018年5月号 - 6月、9月号 - 10月号、2019年1月号 - 2月号、5月号 - 6月号（全8回））

### 漫画
- 闇月夜行 全2冊（蒼井エンと共作、ストーリー構成：野口芽衣／『月刊コミックアヴァルス』連載）
- 陰陽師 瀧夜叉姫 全8冊（原作：夢枕獏／『月刊COMICリュウ』連載）
- 遺跡発掘師は笑わない ほうらいの海翡翠 全4冊(原作：桑原水菜／『B's-LOG COMIC』連載）

アンソロジー
- デビルサマナー 葛葉ライドウ 対 アバドン王アンソロジーコミック戯画短編集（ブロスコミックスEX） - 「武士は食わねど高楊枝」を収録
- ペルソナアンソロジーコミック2（ブロスコミックスEX） - 「Rood to レイジ君!!」を収録
- 関ヶ原戦国戯画短編集 東軍（エンターブレイン） - 「ちりぬべき」を収録
- 幕末人物エッセイコミック 幕末魂!（ウィングス・コミックス） - 「土下座前で会いましょう～高山彦九郎～」を収録
- 「源氏物語」コミックアンソロジー～女・光源氏のイケメン日記～（あすかコミックスDX） - 「花散里」を収録

### イラスト
- ファイアーエムブレムTCG ユグドラルアンソロジー（NTT出版）
- エディス edith vol.2 fall（共著／まんだらけ）
- エディス edith vol.3 winter（共著／まんだらけ）
- エディス edith vol.4 長編集（共著／まんだらけ）
- 執事遊戯譚（ノイエベレ）※CDジャケット

連載作品
- 睦月ムンクの洛陽散歩（『月刊Charaberrys』vol.1 - vol.6（全6回））※イラスト＆写真コラム

### 画集
- 睦月ムンク画集 結–Musubi–（パイインターナショナル）